# نه‌که‌روز
رحیم لقمانی مشهور و متخلص به نه‌که‌روز (۱۳۳۸) نویسنده، مترجم، روزنامه‌نگار و شاعر معاصر اهل ایران، کردستان است که از وی آثار متعدد ادبی شامل دیوان اشعار و داستان و ترجمه چاپ و منتشر شده و در دهه ۶۰ جزو نویسندگان مجله سروه بوده‌است.

## زندگی
رحیم لقمانی در سال ۱۳۳۸ در روستای سرتکلتو از توابع شهرستان سقز متولد شده و تحصیلات خود را در این شهر در رشته‌های ادبیات فارسی و کردی به انجام رساند. او از دهه شصت شمسی به عنوان مدرس ادبیات در مدارس شهرستان سنندج و سقز خدمت کرده و به علاقمندان شعر و ادب آموزش داده‌است. آثاری که او منتشر کرده‌است شامل شعر، ترجمه و ادبیات کُردی است. او همچنین در حوزه روزنامه‌نگاری نیز فعال بوده و در سال ۶۵ در مجله وزین و ادبی سروه خدمت کرده‌است. او همچنین در نواختن آلات موسیقی مهارت کامل داشته و ساز حرفه ای او تنبور است و در در نواختن این ساز به شاگردانش آموزش می‌داد.

## شعر انقلابی و زندان
لقمانی با اینکه در دوران انقلاب ایران در سنین جوانی بود، در جلسات انقلاب شعر انقلابی می‌سرود و بعدها با عناوین «نه‌که‌روز» و «شیروان» در رادیو و مجلات کردی اشعارش منتشر شد.
در سال ۱۳۶۱ به دلیل برخی از این اشعار انقلابی از کار برکنار شد و در سال‌های ۱۳۶۲ و ۱۳۶۳ چندین بار دستگیر و مدتی در زندان مرکزی سقز زندانی شد.
او در سال ۱۳۶۴ به قید وثیقه آزاد شد و سپس به انتشارات سروه صلاح الدین ایوبی در ارومیه رفت و در آنجا با اعضا و کادر نویسندگان همکاری نمود. در سال ۱۳۶۶ که نمی‌توانست خانواده اش را ترک کرده و مهاجرت نماید، به شغل معلمی بازگشت، اما پس از محاکمه در تهران، به یک سوم کاهش حقوق ماهانه محکوم شد. با این حال هر سال در یکی از روستاهای منطقه سقز تدریس می‌کرد و در این اثنا شروع به جمع‌آوری داستان‌ها، نوشته‌ها، مقالات و آثار ادبی کردی نمود. او پیوسته در مراسمات و شب شعرهای کردی شرکت داشت. در همین سالها نیز تصمیم به ادامه تحصیل گرفت و در رشته زبان و ادبیات فارسی تحصیلات عالی خود را به اتمام رساند.
در سال ۱۳۷۹ مجبور شد به شهر سنندج نقل مکان کند و با اینکه زندگی تلخ و سختی را سپری می‌نمود، سرانجام بر مشکلات فائق آمد و این بار مدرس دبیرستانهای سنندج شد و ادبیات زبان فارسی و کردی را به جوانان این شهر آموزش می‌داد.
وی پس از شرکت در جشنواره بابا طاهر همدانی در شهر سلیمانیه و بازگشت به سقز توسط مأموران امنیتی شهرستان سقز بار دیگر بازداشت شد.
او در کنگره‌ها و سمینارهای ادبی متعددی مانند کنگره مولوی کرد در سقز سال ۱۳۷۱ شمسی، کنگره اورامان در سنندج در سال ۱۳۷۵، کنگره نالی در مرکز ایل بیگ جاف در سلیمانیه عراق آثار و اشعار خود را ارائه نمود و در جشنواره مولانا در سلیمانیه در سال ۱۳۸۵ در مورد ریتم شعر مولانا سخنرانی کرد.

## بزرگداشت
در سال ۱۳۹۶ جمعی از اساتید دانشگاهی، فعالان فرهنگ و هنر و اعضاء انجمن فرهنگی ادبی تروسکه در سنندج از خدمات چندین دهه ای رحیم لقمانی در عرصه شعر و ادبیات و زبان کُردی تجلیل کردند. سخنرانی اساتید دانشگاهی و ادباء حاضر در این نشست در ارتباط با آثار و فعالیت‌های مؤثر و ارزشمند رحیم لقمانی، اجرای شعر و موسیقی و تجلیل و قدردانی از این شاعر و مترجم و همسرشان بخش‌های مختلف از این مراسم بودند.

## آثار
برخی از آثار چاپ و منتشر شده لقمانی عبارتند از:
| نام اثر                            | نوع             | تاریخ انتشار | انتشارات                |
| ---------------------------------- | --------------- | ------------ | ----------------------- |
| «شمشالی سیحراوی»                   | شعر             | ۱۳۹۴         | مرکز انتشارات علمی کالج |
| «زامستان و پشکوی هاوار»            | شعر             | ۱۳۹۴         | مرکز انتشارات علمی کالج |
| «زامستان»                          | شعر             | ۱۳۸۲         | مرکز انتشارات خانی      |
| «اشعار بابا طاهر همدانی به کردی»   | ترجمه و نظم     | ۱۳۹۲         | مرکز انتشارات علمی کالج |
| «فاشیسم چیست» اثر ییلماز گونی      | ترجمه           | ۱۳۹۲         | مرکز انتشارات پرتو بیان |
| «افسانه‌ها و داستان‌های کردی»        | داستان و افسانه | ۱۳۹۹         | انتشارات خانی           |
| مهارتهای فرزندپروری اثر حمید صرامی | ترجمه           | ۱۳۹۶         | انتشارات جوان           |
| جنایت‌های داعش در حق زنان ایزدی     | ترجمه           | ۱۳۹۹         | انتشارات خانی           |